# Acacia fasciculifera
Acacia fasciculifera är en ärtväxtart som beskrevs av George Bentham. Acacia fasciculifera ingår i släktet akacior, och familjen ärtväxter. Inga underarter finns listade i Catalogue of Life.

## Bildgalleri

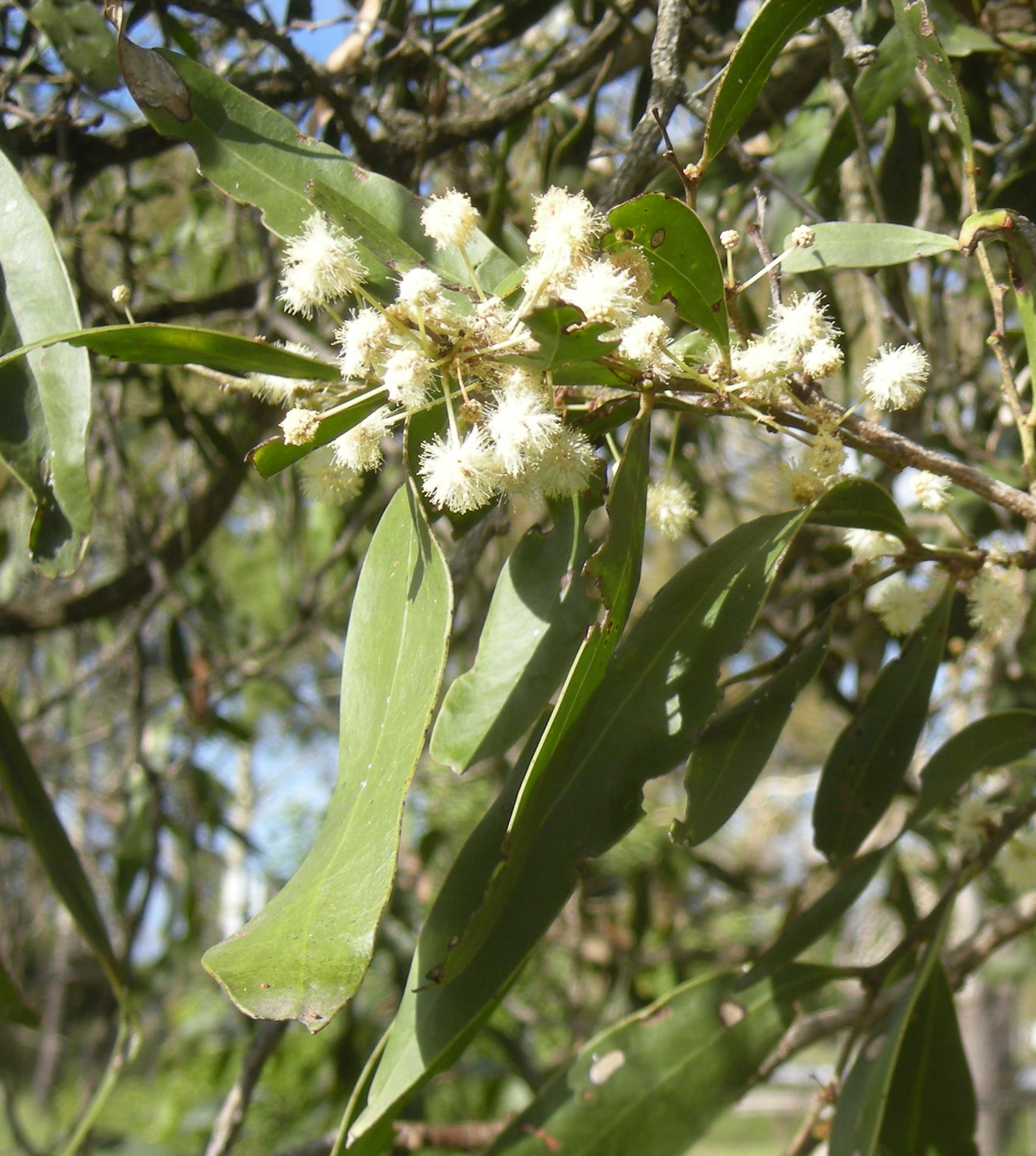
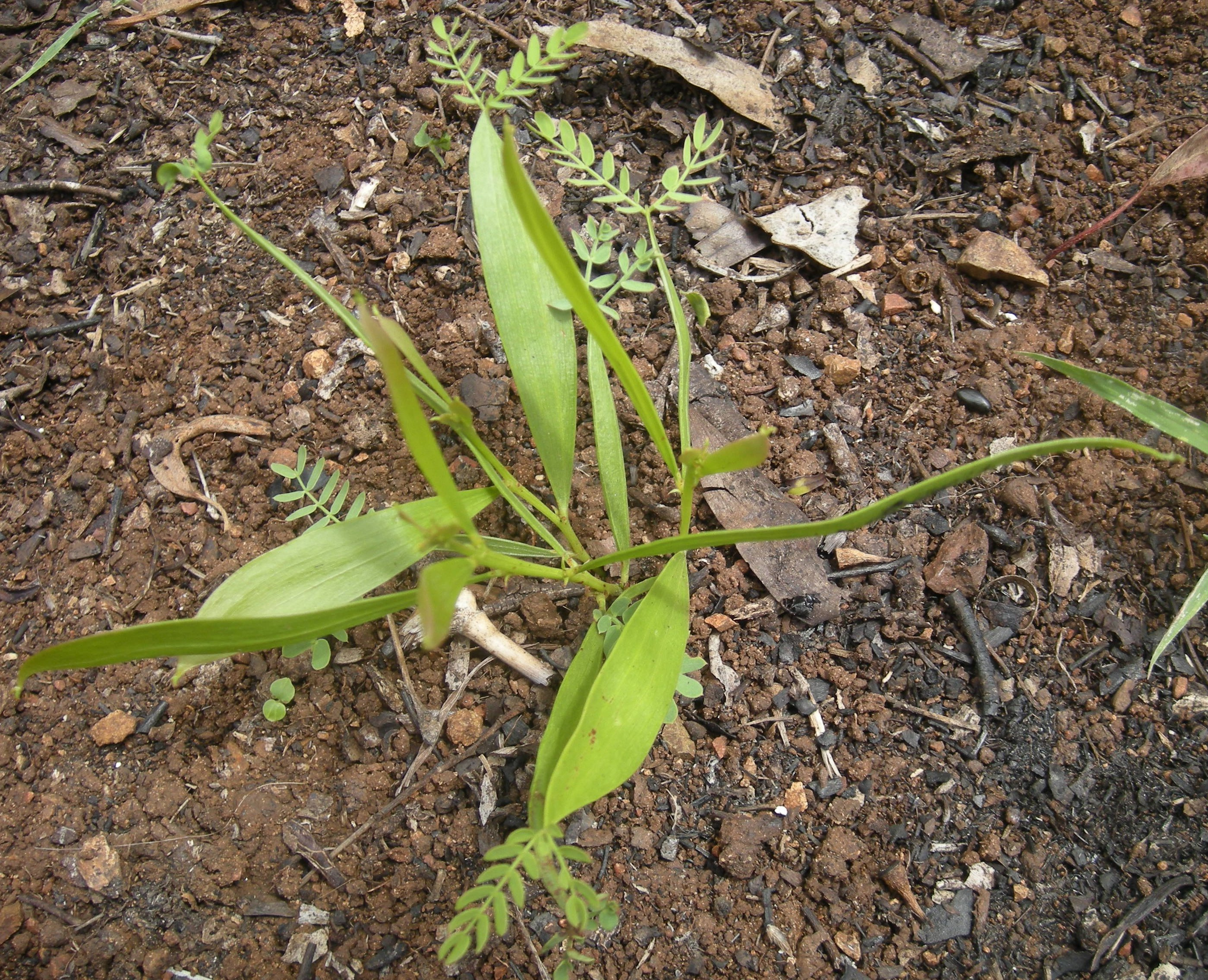
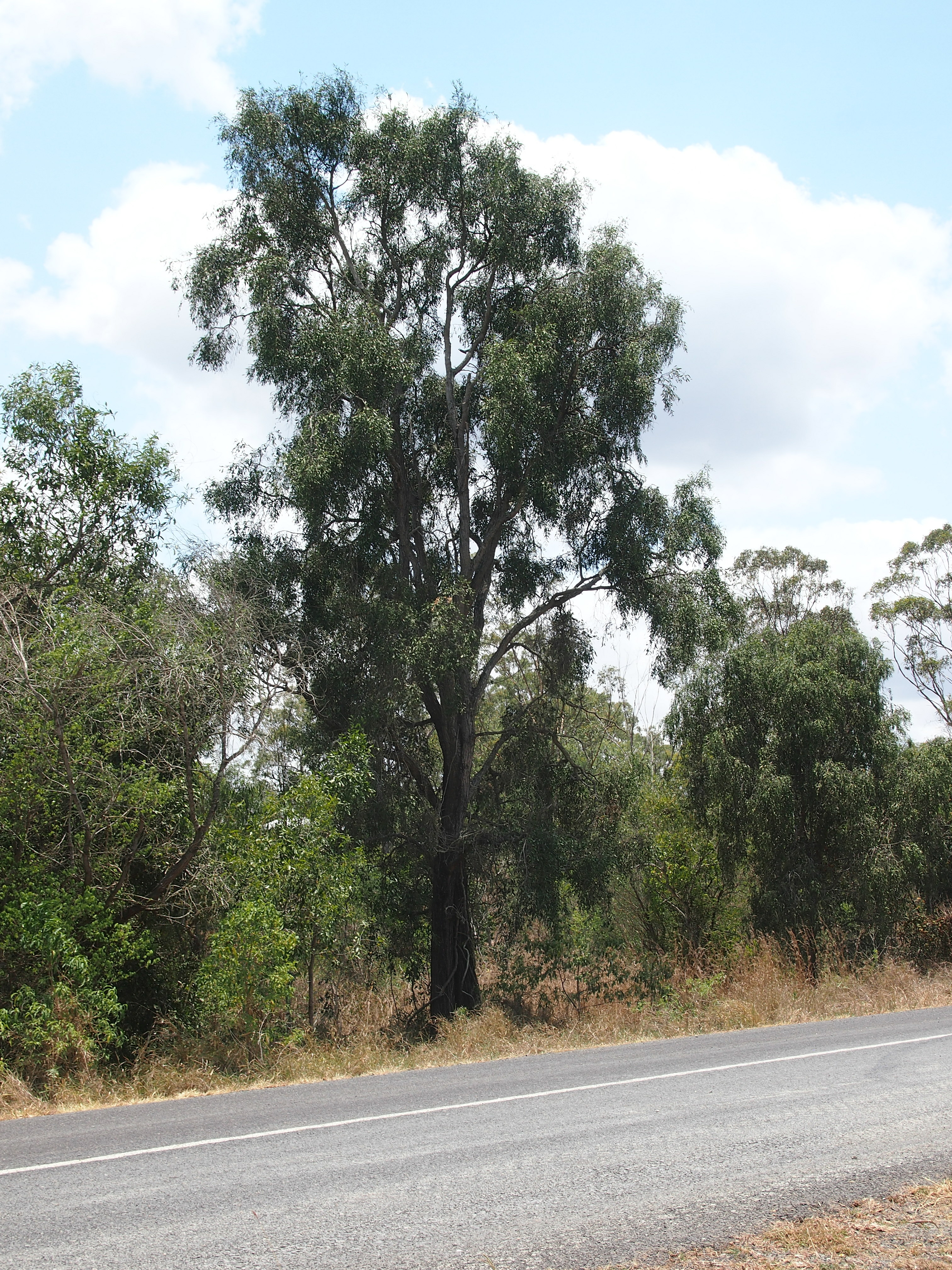